# گیل هانیکات
گیل هانیکات (انگلیسی: Gayle Hunnicutt؛ ‏زادهٔ ۶ فوریهٔ ۱۹۴۳ – درگذشتهٔ ۳۱ اوت ۲۰۲۳) بازیگر و نویسنده اهل ایالات متحده آمریکا بود. او در بیش از ۳۰ فیلم حضور داشته‌است.
در سال ۱۹۸۴، وی در نقش آیرین آدلر، در برابر جرمی برت، در اولین قسمت (رسوایی در بوهم) از سریال تلویزیونی ماجراهای شرلوک هولمز محصول شبکه آی‌تی‌وی گرانادا ایفای نقش کرد. دوبله فارسی این نقش را خانم مهین کسمایی به عهده داشت. وی همچنین در سریال تلویزیونی غرب رؤیایی هم بازی کرده است.

## بخشی از فیلم‌شناسی
- مارلو (۱۹۶۹)
- کارمزدی (۱۹۷۱)
- صداها (۱۹۷۳)
- عقرب (۱۹۷۳)
- پلکان مارپیچ (۱۹۷۵)
- سایه‌های ناآشنا در اتاقی خالی (۱۹۷۶)
- هدف (۱۹۸۵)